# Armorial

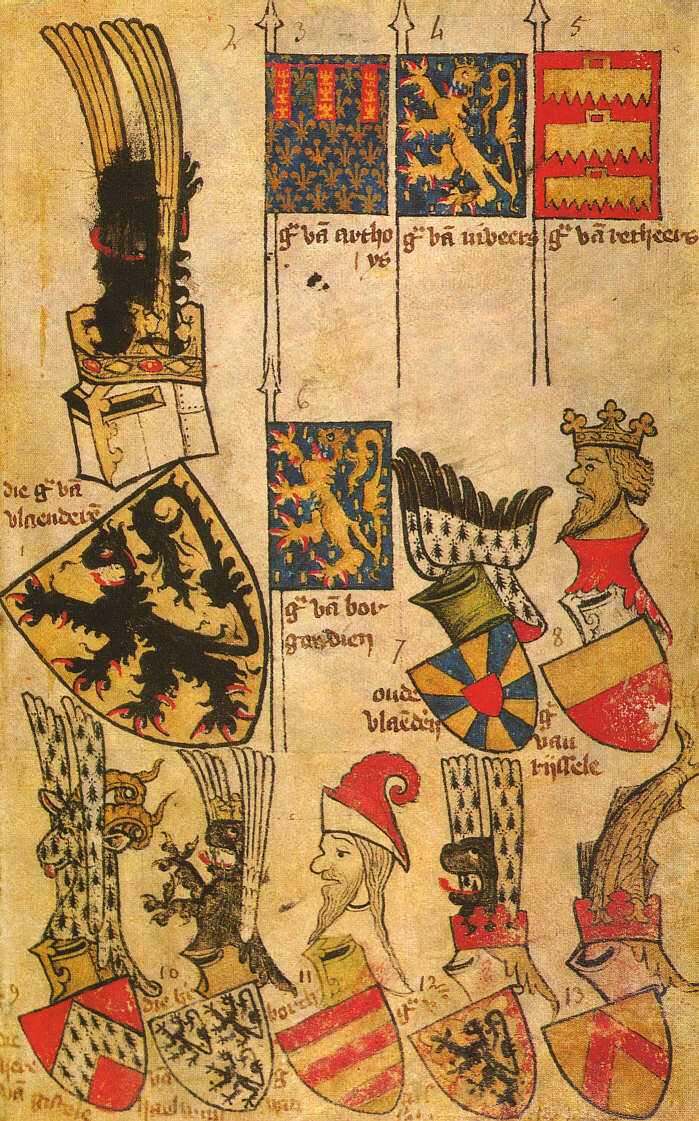
Armorial de Gelre

En héraldique, un armorial est un registre, un tableau ou un dictionnaire qui établit une correspondance entre une liste de noms de familles ou de communautés et une  liste d'armoiries, c'est-à-dire de figures qui les représentent. Certains sont illustrés, d'autres se limitent à donner une description verbale codifiée, appelée blasonnements.
Les premières armoiries apparaissent vers 1130, et il faut attendre une cinquantaine d'années pour voir apparaître les premiers recueils.
Lorsqu'après la fin du XIIe siècle les armoiries eurent pris un caractère régulier et héréditaire, les hérauts établirent des chartes et des répertoires, où étaient figurées les armes des familles. On connaît ainsi près d'un million de blasons médiévaux (antérieurs au XVIe siècle).
Des armoriaux peuvent se présenter sur toutes sortes de supports : rouleaux, cahiers ou registres, mais aussi décoration murale, sculptures, peintures ou vitraux, etc.

## Types d'armoriaux

### Armoriaux généraux
Des armoriaux dits « généraux » recensent toutes les armes (de familles, de villes ou de communautés) pour un territoire donné, qui peut être plus ou moins étendu.
- L'Armorial général de Rietstap réunit pour la première fois en un seul ouvrage des centaines d'armoriaux de toute l'Europe.

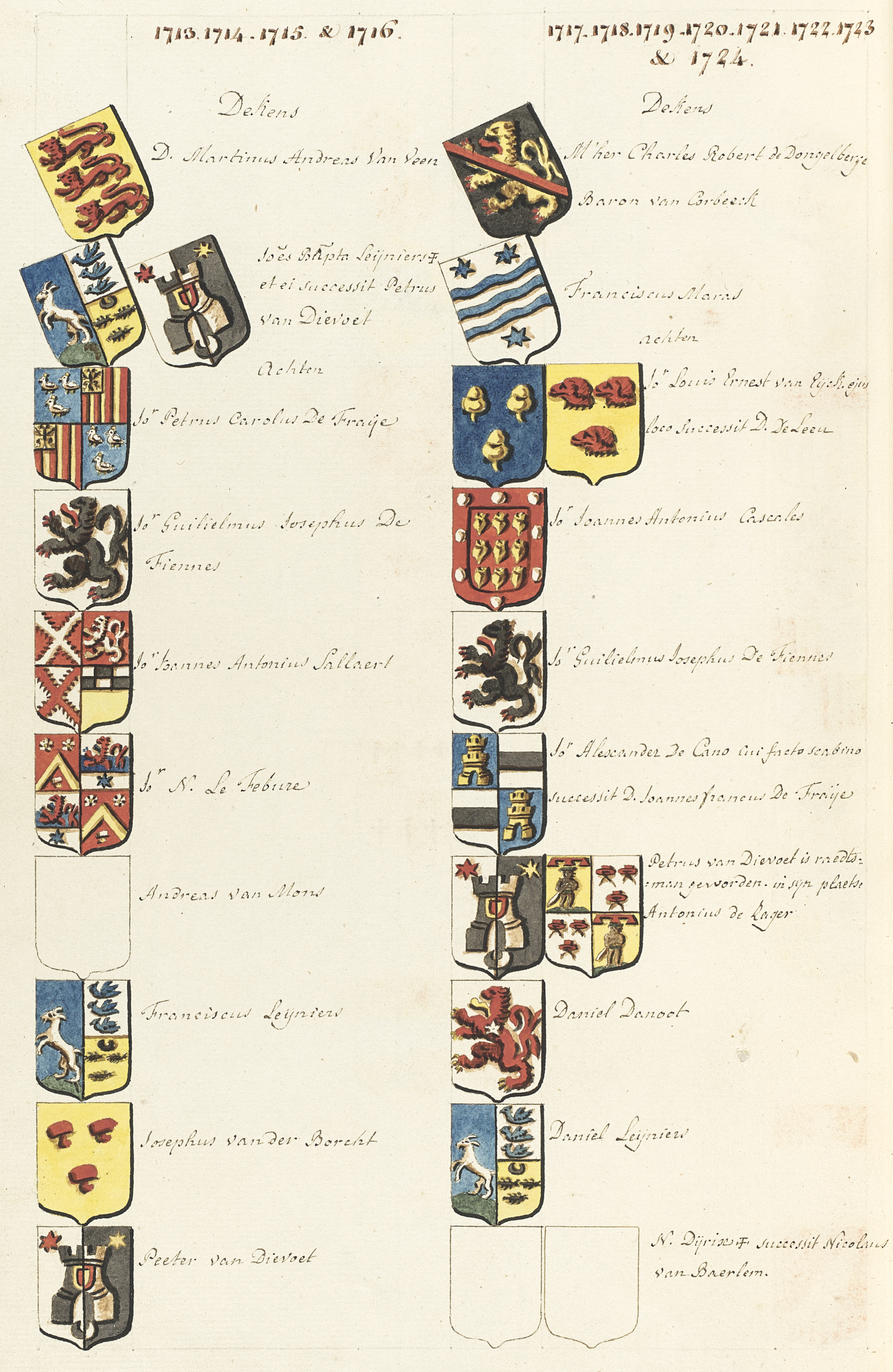
Armorial de la Gilde Drapière de Bruxelles.

- Armorial de la Gilde Drapière de Bruxelles.L'Armorial héraldique vivante est un recueil héraldique belge comprenant tous les blasons d'institutions et de familles belges publiés par l'OGHB.
- Armorial ancien et moderne de Belgique, par Fortuné Koller.

En France, Louis XIV lança d'abord une grande enquête sur la noblesse (1667-1674), qui fut reprise dans le cadre de « l'Armorial général de France » de toutes les armoiries portées dans le royaume, essentiellement dans un but fiscal (chaque personne devait payer une taxe proportionnelle à son rang). Le projet échoua finalement, mais conduisit à identifier, entre 1696 et 1727, 120 000 armoiries.

### Armoriaux des familles nobles

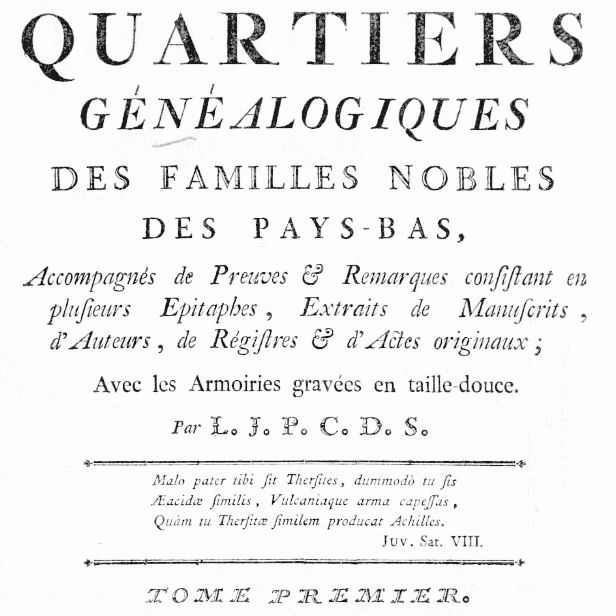
Armorial avec mariages et quartiers nobles du Pays Bas.

- Armorial de l'ANF : cet armorial donne les armoiries de toutes les familles reconnues nobles par l'Association d'entraide de la noblesse française.
- Armorial du Royaume des Pays-Bas du chevalier Jacques de Neufforge, 1825.
- Armorial général de la noblesse belge du Baron de Ryckman de Betz, préface du Vicomte Terlinden, 2e édition revue et corrigée 1957.
- Armorial de la noblesse belge du XVe siècle au XXe siècle : ouvrage en 4 tomes édité par le Crédit Communal en 1992.
- le Dictionnaire et Armorial de la noblesse, de Patrice de Clinchamps. Un modèle du genre puisqu'il recoupe des informations héraldiques (description et dessin en couleur du blason) et généalogiques. en 5 tomes.
- Pottier de Courcy P., Nobiliaire et armorial de Bretagne, Mayenne, 1993 (2 volumes).

### Armoriaux occasionnels

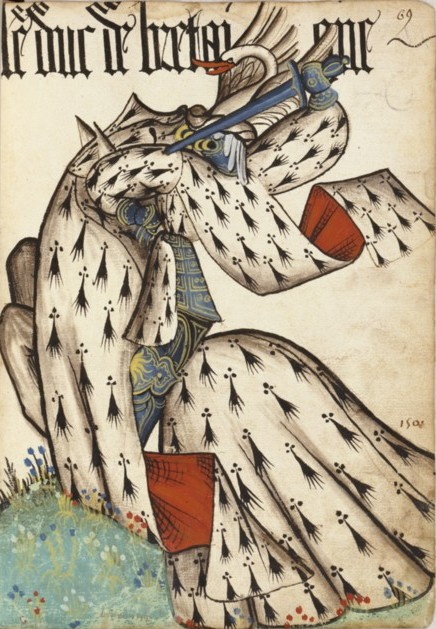
Le duc de Bretagne dans le Grand Armorial équestre de la Toison d'or.

Ce sont les plus anciens. Ils sont dits « occasionnels » car ils ont été établis à l'occasion d'événements ponctuels, pour décrire les armes des participants présents à une occasion particulière : tournoi, mariage, traité, etc. Voici quelques-uns de ces armoriaux, certains dressés par les organisateurs de l'événement, les autres par des amateurs d'héraldique :
- le rôle d'armes Bigot (le plus ancien, 1254 dont subsiste une copie), qui donne la liste des blasonnements des chevaliers réunis pour la campagne de Charles d'Anjou en Hainaut.
- l'armorial du tournoi de Compiègne, de 1278
- le rôle de Falkirk, donne la liste des chevaliers ayant combattu à la bataille de Falkirk en 1298.
- la chronique du Concile de Constance d'Ulrich Richental, années 1430, voir sur le site de l'UNESCO.
- l'armorial Wijnbergen : réalisé au XIIIe siècle
- l'armorial Bellenville, vers 1372
- l'armorial de Gelre, vers 1430, très célèbre armorial
- l'armorial Le Breton, réalisé entre le XIIIe siècle et le XVe siècle
- l'armorial de Bavière, réalisé au début du XVe siècle

### Armoriaux institutionnels
Ce dernier armorial se trouve au cœur d'une évolution dans les armoriaux, qui vise à en créer des complets. En effet, il y avait déjà des armoriaux provinciaux, comme le rôle Baliol datant de 1332 ou le rôle de Zurich, datant de 1340 environ, et l'idée est de dresser la liste des armoiries de tout un royaume.
Ces armoriaux prendront le nom d'« armoriaux institutionnels ». Il se crée alors dans les cours des différents royaumes la fonction de juges d'armes, dont les plus célèbres sont ceux de la famille d'Hozier.
Des armoriaux institutionnels recensent les armes des membres d'une confrérie, d'une institution, d'un ordre de chevalerie, etc.
- Grand Armorial équestre de la Toison d'or
- Armorial de la Cofradia di Santiago
- Armorial vénitien dit « de la Bibliothèque Tommaso Prelà » d'après son lieu de conservation à Bastia[2], publié en 1760 d'un auteur inconnu des blasons issus de la noblesse européenne, en trois ensembles: familles vénitiennes, familles italiennes et familles du reste de l'Europe
- Armorial de la Société suisse d'héraldique. Il recense les armoiries des membres de cette association depuis 1932[3].

## Typologie des armoriaux
Il y a plusieurs manières de classer les armoriaux :
1. selon le réalisateur :
  - cela peut être un fonctionnaire, qui a accès à des documents fiables et exhaustifs
  - ou un particulier, amateur d'héraldique, qui est tributaire de la bonne volonté de ses informateurs
2. selon le classement
  - par nom du porteur des armoiries
  - par contenu, qui permet de retrouver le porteur à partir de ses armes. Ce type d'armorial est qualifié d’armorial ordonné. L'armorial au lion est un exemple d'armorial ordonné.